# اسپریگ گریدن
اِسپـِـرِیگ گِرِیدن (انگلیسی: Sprague Grayden؛ زادهٔ ۲۱ ژوئیهٔ ۱۹۸۰) یک هنرپیشه اهل ایالات متحده آمریکا است.

## گزیدهٔ آثار

### سینما
- فعالیت فراطبیعی ۳ (۲۰۱۱)
- فعالیت فراطبیعی ۲ (۲۰۱۰)
- اولین بار مینی  (۲۰۰۶)
- پدر (۱۹۸۹)

### تلویزیون
- یقه سفید (۲۰۱۳–۲۰۱۲)
- آناتومی گری (۲۰۱۱) - بازیگر مهمان
- دکتر هاوس (۲۰۱۱) - بازیگر مهمان
- ذهن‌های مجرم (۲۰۱۰) - بازیگر مهمان
- ۲۴ (۲۰۰۹)
- سی‌اس‌آی: میامی (۲۰۰۹) - بازیگر مهمان
- فرزندان آشوب (۲۰۰۸)
- جریکو (۲۰۰۸–۲۰۰۶)
- درمانگاه خصوصی (۲۰۰۷) - بازیگر مهمان
- علف (۲۰۰۷)
- شش فوت زیر زمین (۲۰۰۵–۲۰۰۴)
- قانون و نظم: واحد قربانیان ویژه (۲۰۰۲)